# Lösegraben (Parthe)
Der Lösegraben ist ein Bach durch die nordöstlichen Stadtteile Leipzigs und das Gebiet der Stadt Taucha. Er ist ein linksseitiger Nebenfluss der Parthe. Wasserrechtlich ist er ein Gewässer II. Ordnung.

## Verlauf
Der Lösegraben beginnt seinen Lauf auf der Paunsdorfer Feldflur nördlich des Paunsdorf Center und fließt zunächst nach Westen. Westlich des Paunsdorfer Wäldchens wendet er sich nach Nordwesten. Entlang des Kleingartenvereins Waldessaum und des Neubaugebietes Paunsdorf-Nord erreicht er in nördlicher Richtung die Heiterblickallee, die er ebenso wie die Portitzer Allee und die Autobahn A14 unterquert. Hier kommt er auf das Stadtgebiet von Taucha. Nach Passage der  Bundesstraße 87 bildet er auf einer Länge von etwa einem Kilometer die Grenze zwischen Taucha und Leipzig. Bei Seegeritz mündet er in die Parthe.
Die Länge des Lösegrabens beträgt 5,83 Kilometer, wovon 3,22 km auf das Stadtgebiet von Leipzig entfallen. Linke Nebenflüsse sind der Untere Gewändegraben, der Waldkerbelgraben und der Heiterblickgraben, rechte der Obere Gewändegraben und der Graben vom Fuchsberg.

## Funktion
Der Lösegraben entwässert zusammen mit der Parthe wesentliche Teile des Leipziger Nordostens und Tauchas und spielt deshalb eine wichtige Rolle für die Regulierung des Wasserhaushalts im Raum Paunsdorf-Heiterblick. Durch Nutzung als Abwassergraben und teilweise Zuschüttung während der DDR-Zeit war der Graben seiner ursprünglichen Aufgabe verlustig gegangen. Von 1990 bis 2001 wurde der Graben renaturiert.
Im Stadtgebiet Leipzig verläuft der Lösegraben im Landschaftsschutzgebiet Paunsdorfer Wäldchen-Heiterblick, und dient mit seinem Umland im Grünen Bogen Paunsdorf auch der Naherholung.